# Cassie (album)
Cassie – debiutancki album amerykańskiej piosenkarki i modelki Cassie, wydany 8 sierpnia 2006 roku przez wytwórnię Bad Boy Recordings. Producentem albumu jest Ryan Leslie, pojawia się on także w kilku utworach. Wydawnictwo promowały single do utworów Me & U i Long Way 2 Go.
Album osiągnął 4 pozycję na oficjalnej liście amerykańskiej sprzedaży albumów, będąc notowanym również w paru innych krajach. Na stan 2019 roku wydawnictwo sprzedało się w ok. 700 tys. egzemplarzy na świecie. 
Singiel Me&U stał się jednym z największych przebojów 2006 roku w USA, gdzie dotarł do 3 miejsca listy Billboard Hot 100 w lipcu, i utrzymał się na liście do końca roku, będąc na wysokiej pozycji numer 14 w ostatni tydzień roku. Drugi singiel Long Way 2 Go nie powtórzył sukcesu poprzedniego singla, docierając do 97 miejsca na Billboard Hot 100 z powodu ograniczonej jego emisji w radiach. Piosenka doszła do pierwszej dwudziestki list przebojów w wybranych krajach europejskich np. w Wielkiej Brytanii.
Na stan 2019 roku single "Me&U" oraz "Long Way 2 Go" są największymi sukcesami w karierze piosenkarki i jedynymi dwoma jej piosenkami które zdołały dotrzeć do amerykańskiej listy przebojów.

## Lista utworów
1. "Me & U"
2. "Long Way 2 Go"
3. "About Time"
4. "Kiss Me (feat. Ryan Leslie)"
5. "Call U Out"
6. "Just One Nite (feat. Ryan Leslie)"
7. "Hope You're Behaving"
8. "Not With You"
9. "Ditto"
10. "What Do U Want"
11. "Miss Your Touch"
12. "Single Yeah Yeah"

## Pozycje na listach
| Rok  | Lista             | Pozycja |
| ---- | ----------------- | ------- |
| 2006 | Stany Zjednoczone | 4       |
| 2006 | Wielka Brytania   | 33      |